# Бурики
Бури́ки — село в Україні, у Дубов'язівській селищній громаді Конотопського району Сумської області. Населення становить 152 особи. Колишній орган місцевого самоврядування — Буриківська сільська рада.
Після ліквідації Буринського району 19 липня 2020 року село увійшло до Конотопського району.

## Географія
Село Бурики розташоване на відстані 1.5 км від лівого берега річки Терн. На відстані 2 км розташовані села Чернеча Слобода та Романчукове, за 3,5 км нижче по течії — зняте з обліку 2000 року с. Могильчине.
По селу тече струмок, що пересихає із загатами.
Поруч пролягає автомобільний шлях Т 1916.

## Історія
- Село засноване у другій половині XVIII століття
- 5 червня 1933 село занесене на «чорну дошку»
- Село постраждало внаслідок геноциду українського народу, проведеного урядом СССР 1932—1933 та 1946–1947 роках, відомі імена 27 людей[2].

## Політика

### Парламентські вибори, 2019
На позачергових парламентських виборах 2019 року у селі функціонувала окрема виборча дільниця № 590065, розташована у приміщенні сільської ради.
Результати
- зареєстровано 59 виборців, явка 69,49%, найбільше голосів віддано за «Слугу народу» — 60,98%, за Всеукраїнське об'єднання «Батьківщина» і «Європейську Солідарність» — по 12,20%[3]. В одномандатному окрузі найбільше голосів отримав Максим Гузенко (Слуга народу) — 63,41%, за Володимира Роздобудька (Європейська Солідарність) — 14,63%, за Віктора Ладуху (Всеукраїнське об'єднання «Батьківщина») — 12,20%[4].

## Економіка
- Молочно-товарна ферма.

## Населення

### Мова
Розподіл населення за рідною мовою за даними :
| Мова       | Кількість | Відсоток |
| ---------- | --------- | -------- |
| українська | 151       | 99.34%   |
| російська  | 1         | 0.66%    |
| Усього     | 152       | 100%     |

## Пам'ятки
- Братська могила радянських воїнів, партизанів та пам'ятник воїнам-землякам[d];